# سیارک ۱۲۴۴۴
سیارک ۱۲۴۴۴ (به انگلیسی: 12444 Prothoon، نامگذاری:1996GE19) دوازده هزار و چهارصد و چهل و چهارمین سیارک کشف شده‌است که در ۱۵ آوریل ۱۹۹۶ کشف شد.
قدر مطلق سیارک برابر ۱۲۸٫۷ است.